# Casa del Quaid-e-Azam

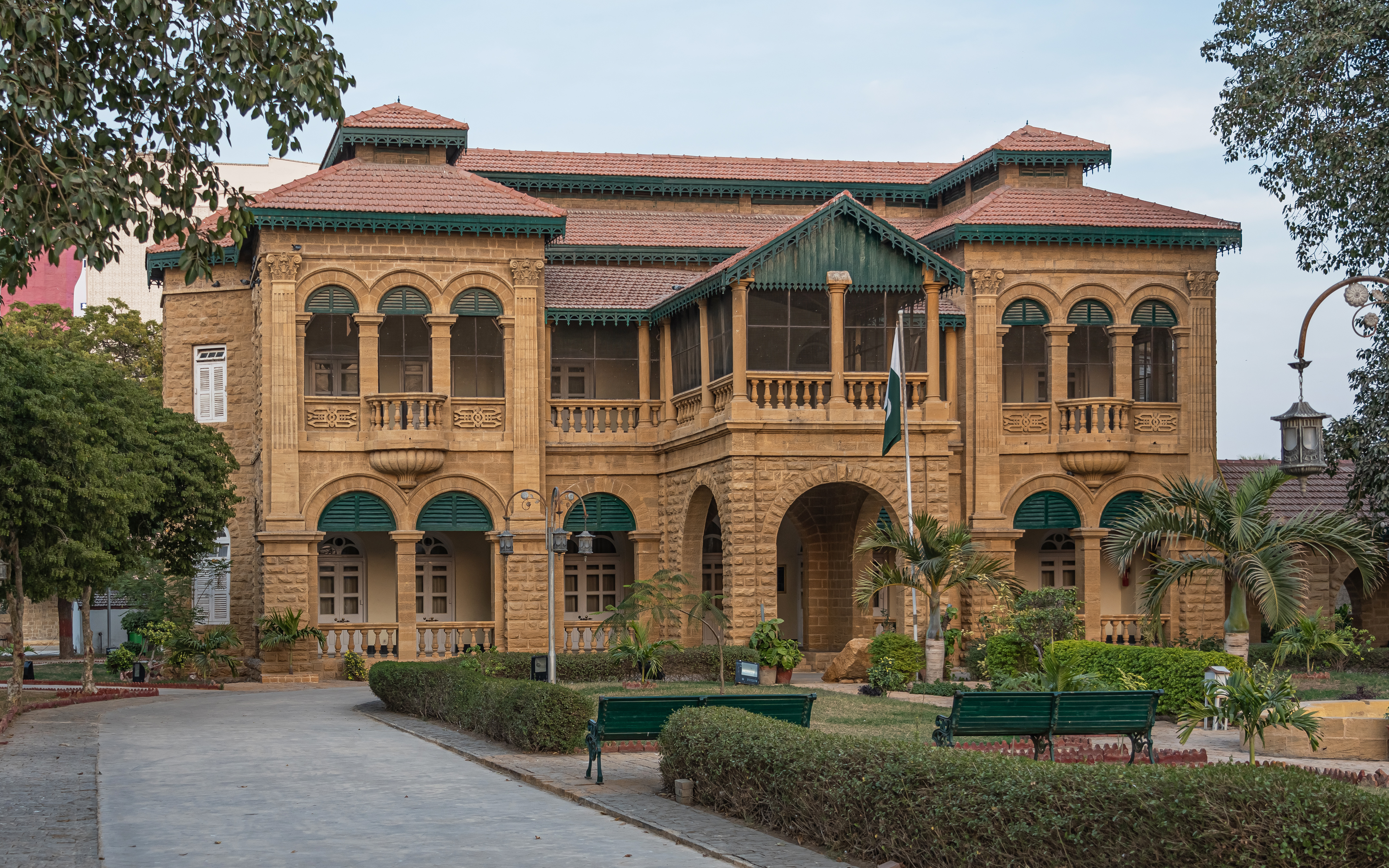
Quaid-e-Azam House (Flagstaff House) in Karachi.

La Casa del Quaid-e-Azam (cioè del «Grande Leader»), nota anche come Flagstaff House, è un museo dedicato alla vita personale di Muhammad Ali Jinnah, il fondatore del Pakistan. Situato a Karācī, Sindh, Pakistan, è l'ex casa di Jinnah, che vi abitò dal 1944 fino alla morte nel 1948. La sua sorella, Fatima Jinnah ha vissuto lì fino al 1964. La casa è stata acquistata da Quaid-e-Azam nel 1943 al costo di 115,000 rupie, dal suo proprietario. L'edificio fu poi acquistato nel 1985 da parte del governo pakistano e conservato come un museo.

## Museo di Jinnah
Nel 1984, è stata trasformata in un Museo "Flagstaff House" dedicata a Jinnah.